# Tetragonodes murcia
Tetragonodes murcia là một loài bướm đêm trong họ Geometridae.